# بيليغرينو ألبانيز
بيليغرينو ألبانيز (بالإيطالية: Pellegrino Albanese) هو لاعب كرة قدم إيطالي في مركزي الدفاع، ولد في 4 فبراير 1991 في أفيلينو في إيطاليا. لعب مع إنتر ميلان ونادي ساسولو ونادي مانتوفا.

## وصلات خارجية
- بيليغرينو ألبانيز على موقع قاعدة بيانات كرة القدم.إي يو (الإنجليزية)
- بيليغرينو ألبانيز على موقع Soccerway.com (الإنجليزية)
- بيليغرينو ألبانيز على موقع AS.com (الإسبانية)